# Guamaré
Guamaré é um município localizado no estado do Rio Grande do Norte (Brasil). Faz parte do Polo Costa Branca. De acordo com o IBGE (Instituto Brasileiro de Geografia e Estatística), no ano 2024 sua população era estimada em 15 947 habitantes. Área territorial de 258,307 km².

## Geografia

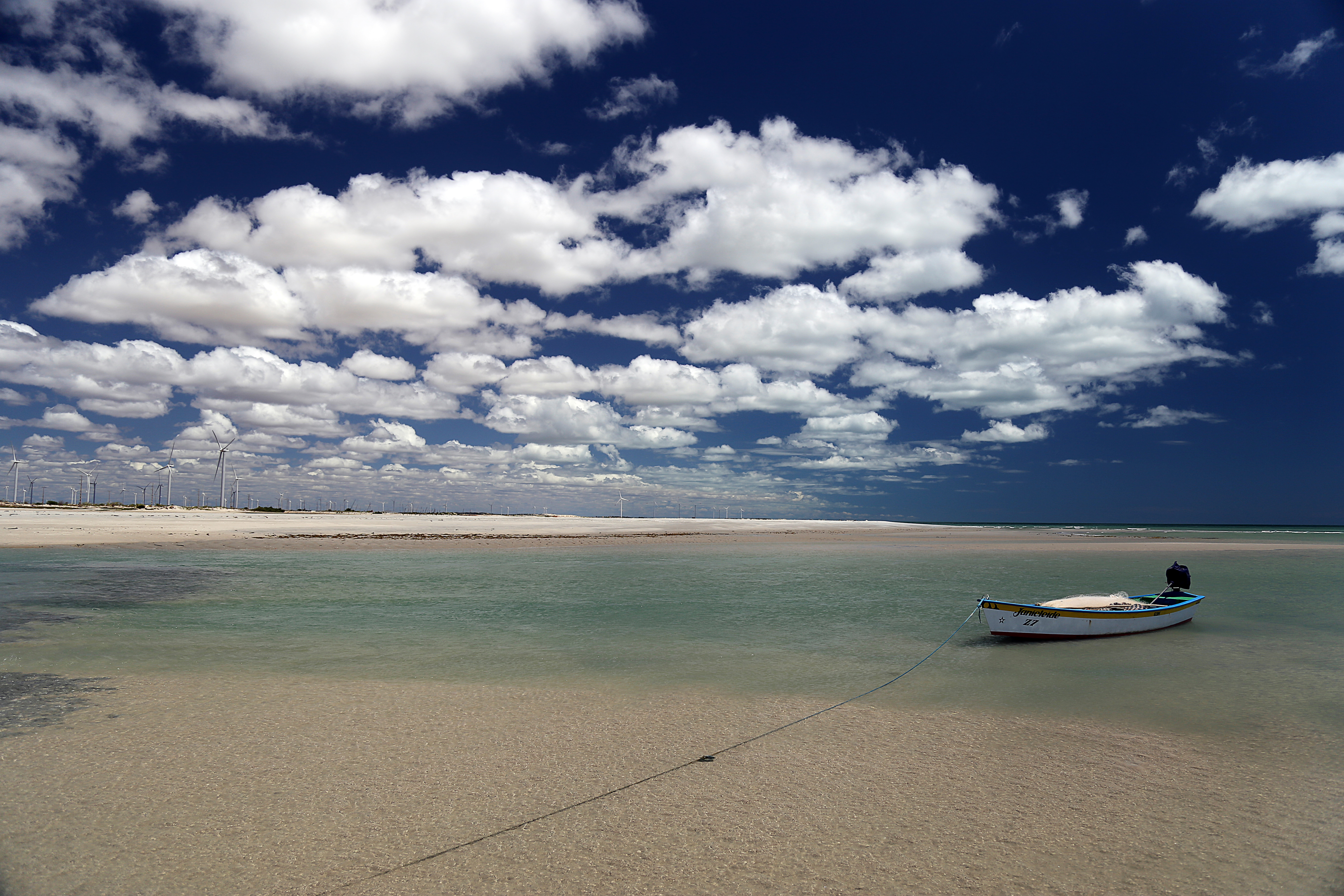
Parte do território de Guamaré está localizado dentro da Reserva de Desenvolvimento Sustentável Estadual Ponta do Tubarão, unidade de conservação de uso sustentável criada pela lei estadual, de 18 de julho de 2003

Banhado a norte pelo Oceano Atlântico, Guamaré possui 12,28 km de litoral e se limita com os municípios de Pedro Avelino (sul), Macau (oeste) e Galinhos (leste). Seu território ocupa 258,307 km² (0,4891% do estado), dos quais 5,63 km² constituem áreas urbanas. A sede do município está distante 176 km da capital estadual, Natal, interligando-se pela BR-406 e RN-401.
Banhado pelos rios Aratuá e Miassaba, que formam o sistema estuarino Galinhos-Guamaré, Guamaré possui um relevo baixo, inserido na planície costeira, formada por dunas e sucedida pelos tabuleiros costeiros. A geologia local é marcada pela presença de sedimentos do Grupo Barreiras e da Formação Jandaíra, ambas inseridas nos domínios da Bacia Potiguar.
O solo predominante é a areia quartzosa, tanto distrófica quanto marinha, ambos chamados de neossolo no novo Sistema Brasileiro de Classificação de Solos. Esses solos, além de arenosos, são excessivamente drenados, porém pouco férteis. Esses solos são cobertos pela vegetação do bioma Caatinga, de pequeno porte, ocorrendo também os manguezais nas áreas estuarinas e as restingas nas praias.
Apesar de ser um município litorâneo, Guamaré possui clima semiárido, com chuvas concentradas no primeiro semestre.
| Dados climatológicos para Guamaré (1962-2009) | Dados climatológicos para Guamaré (1962-2009) | Dados climatológicos para Guamaré (1962-2009) | Dados climatológicos para Guamaré (1962-2009) | Dados climatológicos para Guamaré (1962-2009) | Dados climatológicos para Guamaré (1962-2009) | Dados climatológicos para Guamaré (1962-2009) | Dados climatológicos para Guamaré (1962-2009) | Dados climatológicos para Guamaré (1962-2009) | Dados climatológicos para Guamaré (1962-2009) | Dados climatológicos para Guamaré (1962-2009) | Dados climatológicos para Guamaré (1962-2009) | Dados climatológicos para Guamaré (1962-2009) | Dados climatológicos para Guamaré (1962-2009) |
| Mês                                           | Jan                                           | Fev                                           | Mar                                           | Abr                                           | Mai                                           | Jun                                           | Jul                                           | Ago                                           | Set                                           | Out                                           | Nov                                           | Dez                                           | Ano                                           |
| --------------------------------------------- | --------------------------------------------- | --------------------------------------------- | --------------------------------------------- | --------------------------------------------- | --------------------------------------------- | --------------------------------------------- | --------------------------------------------- | --------------------------------------------- | --------------------------------------------- | --------------------------------------------- | --------------------------------------------- | --------------------------------------------- | --------------------------------------------- |
| Precipitação (mm)                             | 43,5                                          | 84,7                                          | 175,6                                         | 166,5                                         | 114,3                                         | 57,6                                          | 53,4                                          | 11,6                                          | 4,2                                           | 0,3                                           | 2,8                                           | 13,6                                          | 728,1                                         |
| Fonte: EMPARN                                 |                                               |                                               |                                               |                                               |                                               |                                               |                                               |                                               |                                               |                                               |                                               |                                               |                                               |